# پروویدنثیا
پروویدنثیا (به اسپانیایی: Providencia) یک شهرستان در شیلی است که در استان سانتیاگو واقع شده‌است. پروویدنثیا ۱۴٫۴ کیلومتر مربع مساحت و ۱۲۰٬۸۷۴ نفر جمعیت دارد.